# Zrostnicowce
Zrostnicowce (Zygnematales) – rząd glonów z gromady Charophyta.
Komórki pojedyncze podłużne lub tworzące kolonie – otoczone galaretowatą otoczką lub (najczęściej) nici. Chromatofory duże, nieliczne. Podział komórki zachodzi w dowolnym miejscu (co odróżnia je od desmidii). Rozmnażanie przez fragmentację lub zlewanie protoplastów (koniugację).
Częste w peryfitonie wód słodkich. Mogą tworzyć zakwity i wchodzić w skład tychoplanktonu lub pleustonu.

## Systematyka
Wyróżnia się następujące rodziny:
- Gonatozygaceae (Gonatozygonaceae) – nietrwałe nici, spiralnie skręcone chromatofory, błona komórkowa z kolcami lub wypustkami; np. Gonatozygon
- mezoteniowate Mesotaeniaceae – komórki pojedyncze lub kolonijne, błona komórkowa gładka, bez otworków; np. Mesotaenium, Spirotaenia
- zrostnicowate Zygnemataceae – komórki tworzą nici okryte wspólną ścianą komórkową, np. skrętnica (Spirogyra), zrostnica (Zygnema), mużocja (Mougeotia)

Według innych ujęć podobieństwa przedstawicieli Gonatozygaceae i niektórych desmidii (z rodzaju Penium) prowadzą do połączenia ich w rodzinę Peniaceae. W tych ujęciach pozostałe desmidie (w randze rodzin Desmidiaceae i Closteriaceae) są włączone do rzędu Zygnematales (nazywanego wtedy też Conjugales) bez wydzielania rzędu Desmidiales.